# Czarny Pies
Czarny Pies – skały w lesie na wzniesieniu po północnej stronie Zastudnia należącego do wsi Suliszowice. Pod względem geograficznym jest to obszar Wyżyny Częstochowskiej wchodzący w skład Wyżyny Krakowsko-Częstochowskiej. Administracyjnie znajduje się na terenie wsi Siedlec w województwie śląskim, w powiecie częstochowskim, w gminie Janów.
Czarny Pies to dwie skały znajdujące się w porośniętym lasem wzniesieniu po północnej stronie zabudowanego obszaru Zastudnia. Znajdują się na północnym stoku tego wzniesienia wśród wielu innych skał. Z Czarnym Psem sąsiądują Ostatnie i Lisia Skała. Skały Czarnego Psa mają wysokość 14 m i zbudowane są z twardych wapieni skalistych. Uprawiana jest na nich wspinaczka skalna. Jest 15 dróg wspinaczkowych o trudności od VI do VI.6 w skali Kurtyki, wszystkie z 2004 r.. Jesienią 2020 r. odnowiono i uzupełniono na nich asekurację, dzięki czemu stały się atrakcyjnym obiektem wspinaczkowym.  Drogi mają zamontowane stałe punkty asekuracyjne: ringi (r), spity (s) (st) i ring zjazdowy.
Na południowo-wschodniej ścianie Czarnego Psa jest wybitny okap o rozciągłości 11 m, wysokości do 8 m i wysięgu do 5 m. U jego podstawy jest wnikający w skałę korytarzyk. Przez grotołazów nazywany jest Wielkim Okapem nad Zastudniem.
Czarny Pies I
1. Rajszczur; 5r + rz, VI+, 11 m
2. Romantica; 4r + rz, VI.3, 11 m

Czarny Pies II
1. Zdziwko; 2r + 1s + rz, VI+, 8 m

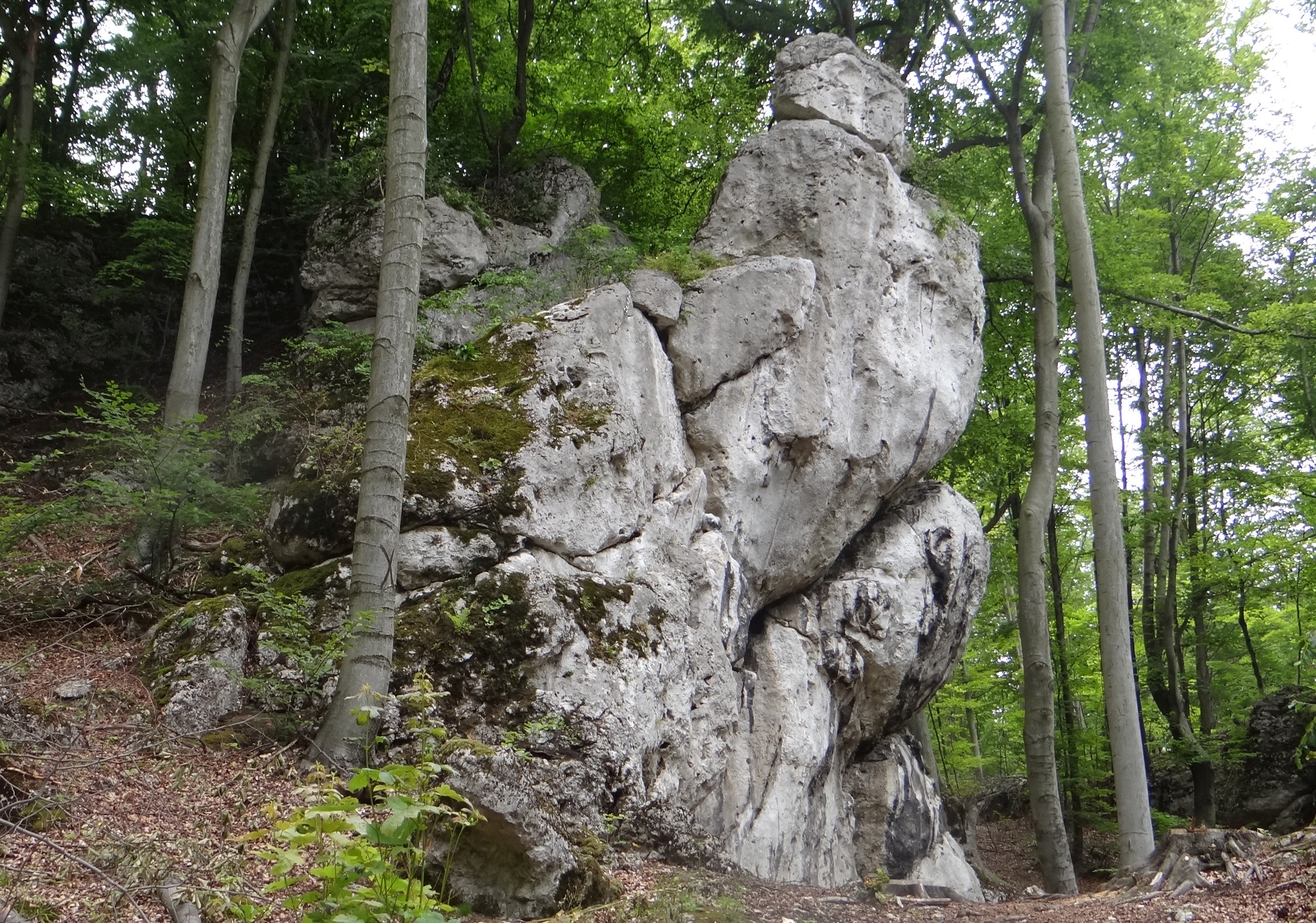
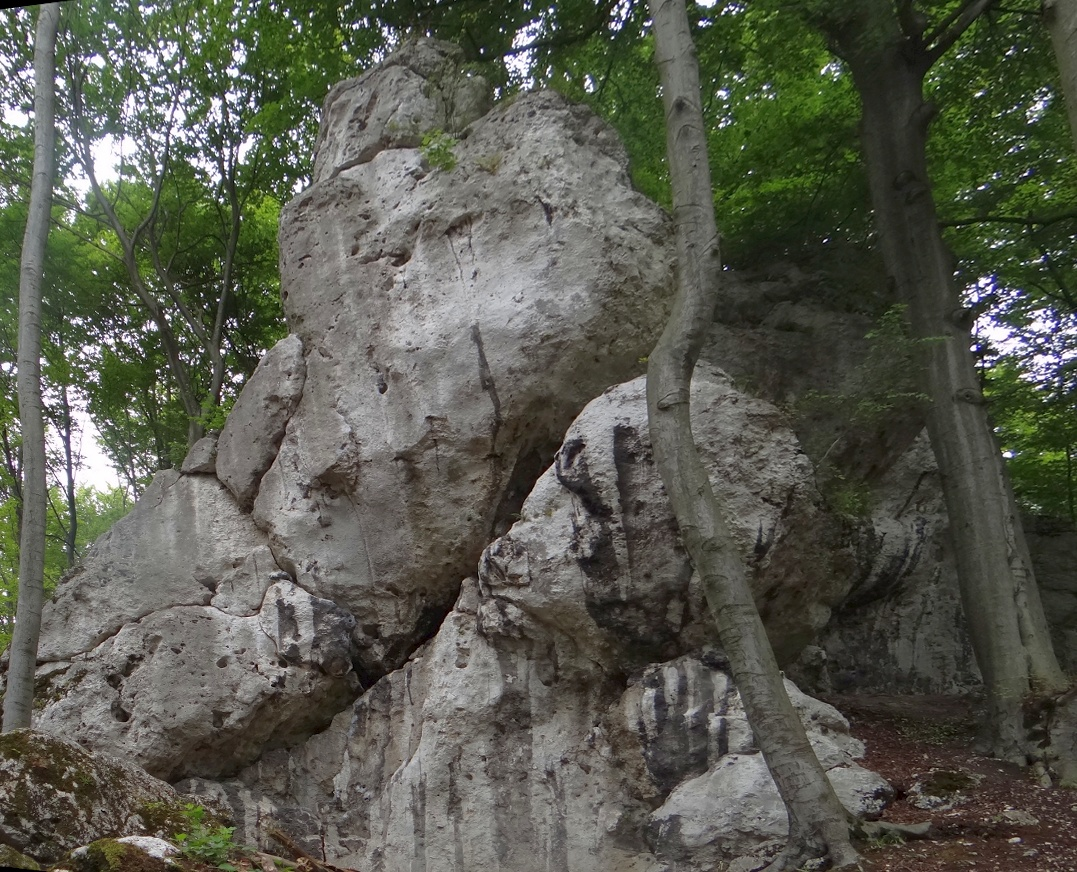
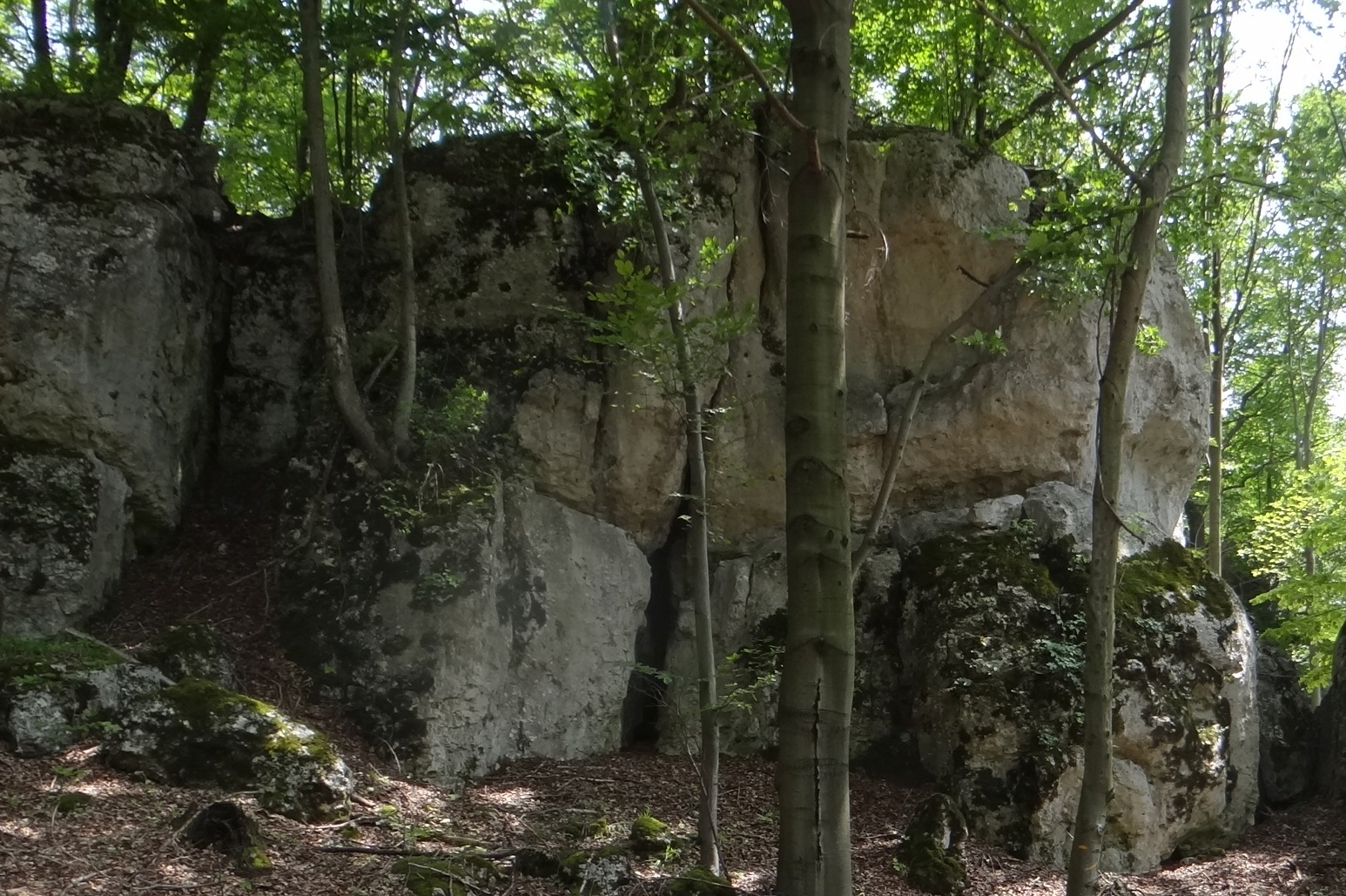
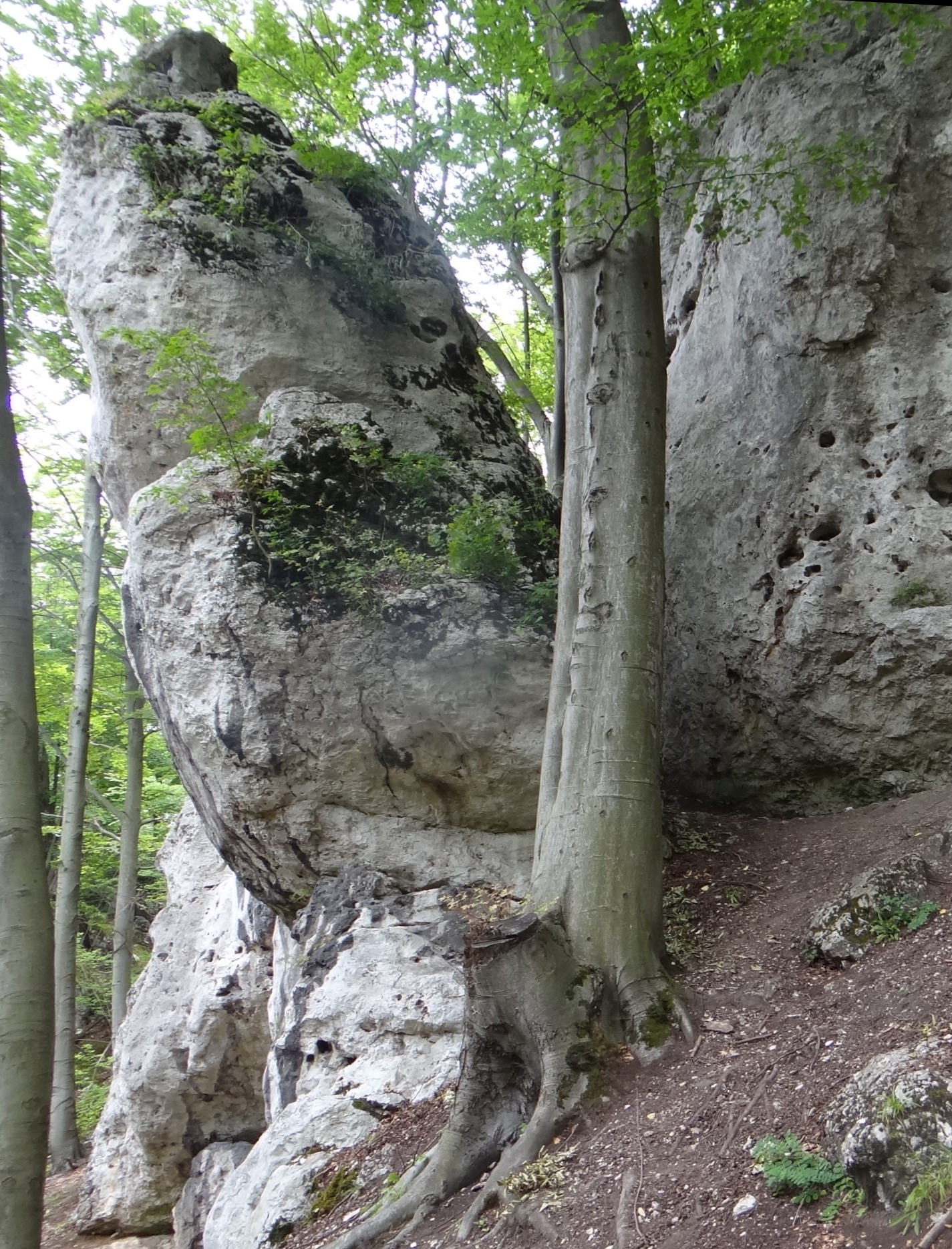
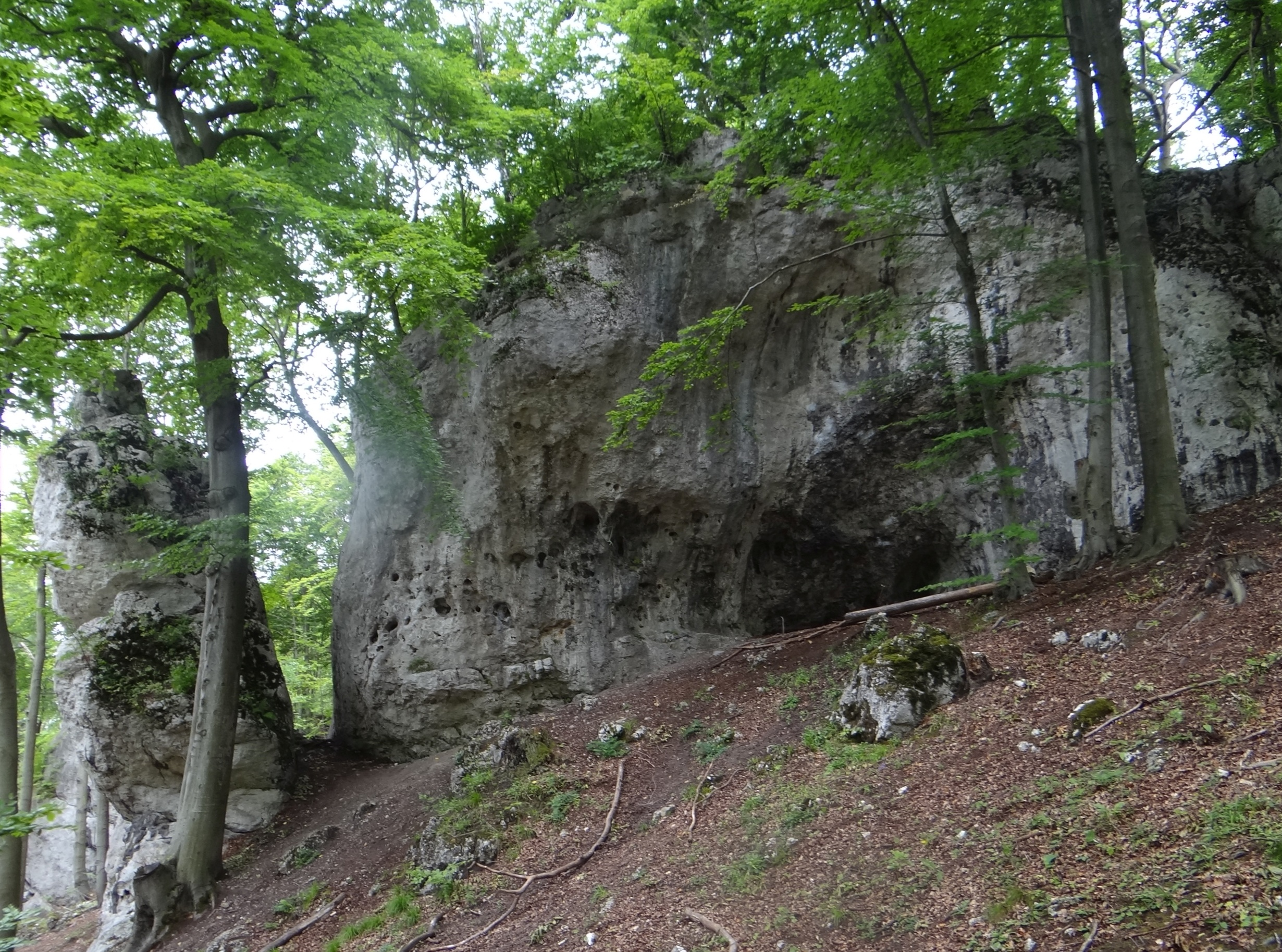

2. Cień Ueshiby; 2r + 1s + rz, V+, 8 m
3. Sraka alpinizmo; 1r + 1s + rz, VI.1+, 8 m
4. 0,5l z Bojką; 2r + rz, V+, 8 m

Czarny Pies III
1. Kawa i papierosy; 2r + 1p + rz, VI.5, 10 m
2. Popyt na kłamstwa; 4r + rz, VI.4+, 12 m
3. Zapotrzebowanie na pozory; 4r + rz, VI.4, 12 m
4. Wunderbare ElectroFrau; 4r + rz, VI.5/5+, 12 m
5. Frankensymulator; 4r + rz, VI.5+/6, 12 m
6. Zły pies; 5r + rz, VI.5+, 12 m
7. Mmła; 3r 	VI.2+, 10 m
8. Za 70 euro; 3r, VI.1, 9 m
9. A ja?; VI, 8 m[6].